# Antoine Vérard
Antoine Vérard (ativo de 1485 a 1512) foi um editor e livreiro francês do final do século XV e do século XVI.

## Vida
O colofão de uma edição de 1485 do Catholicon abbreviatum, o primeiro dicionário franco-latino, que data de 1485, indica que Antoine Vérard estava no coração do bairro de livrarias e gráficas de Paris, em uma loja sob o signo de São João o evangelista, na Pont Notre-Dame (uma ponte construída por Carlos VI da França, que desabou em 1499).
 Este vocabulário atual foi concluído em .iiii. dia de fevereiro de 1485, para o livreiro anthoine verard à imagem de São João Evangelista na pont nostre dame ou no palácio diante da capela onde eles cantam a missa de "messeigneurs les presidens". 
Vérard foi o ponto de virada entre os manuscritos iluminados e a moderna edição impressa. Ele combinou as duas técnicas imprimindo trabalhos ilustrados com xilogravuras, mais baratas, das quais produziu versões em pergaminho com iluminações feitas à mão para clientes abastados. Ele também produziu trabalhos impressos que quase se pareciam com manuscritos preciosos produzidos à mão. Muitas impressoras trabalharam para ele, em papel pergaminho e papel. Ornamentos e placas de xilogravura foram alugados e reutilizados por diferentes editoras. A marca da impressora Vérard é reconhecível por suas duas águias em uma base estrelada, apoiando um coração vermelho com as três letras AVR.

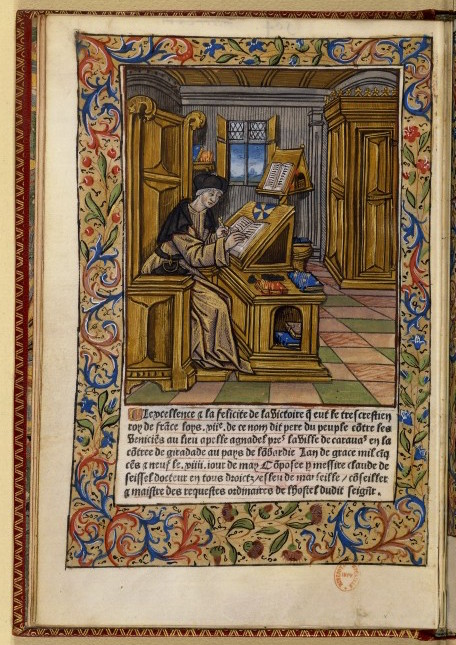
Claude de Seyssel, La Victoire du Roy contre les Véniciens, manuscrito iluminado por Antoine Vérard (Bibliothèque nationale de France)

Vérard trabalhou para um público nobre e burguês, notadamente o rei Carlos VIII da França e até Henrique VII da Inglaterra. Ele não hesitou em oferecer exemplos deliciosos de seu trabalho ao rei da França, como um Légende dorée, de Jacobus de Voragine, publicado em 1493 e oferecido a Carlos VIII e sua esposa Anne de Bretagne. Ele não hesitou em piratear as obras de seus colegas impressoras e viu um bom trabalho que poderia vender. Assim, ele levou para o seu negócio um dos grandes sucessos editoriais da época, o Calendriers des bergers, originalmente publicado por Guy Marchant.
Seu catálogo era muito variado e incluía mais de 100 obras diferentes. Ele publicou muitos livros de horas e obras didáticas, como Le Jeu des échecs moralisés, do dominicano Jacobus de Cessolis ( incunável em 1504), mas também poemas ( François Villon ), obras dramáticas e romances cavalheirescos.  Ele publicou uma edição do Roman de la rose por volta de 1505, juntamente com um dos Cent nouvelles nouvelles.
Com um espírito empresarial moderno, por volta de 1503 Vérard partiu para conquistar o mercado de venda de livros em inglês com uma tradução em inglês do Calendrier des bergers ( O Kalendar de Shyppars ) e da L'Art de bien vivre et de bien mourir (1493) ( a Arte do Bom Lywyng )  e o Chasteau de Labor ( Castelo do Trabalho ), um poema de 1499 por Pierre Gringore.  Ele também publicou muitos livros de horas para uso com o Sarum Rite no mercado inglês.  Ele parou de publicar por volta de 1512, mas sua data de morte é desconhecida.

## Trabalhos selecionados publicados por Vérard
- 1486 : Les Cent Nouvelles nouvelles, Bibliothèque Nationale de France, (Rés. Y².174, fol. Q 1v);
- 1488 : Le Livre des trois vertus, Christine de Pisan, Antoine Vérard in 1488;
- 1488 : Chevalier délibéré Olivier de la Marche;
- 1488 : Aristote, Ethiques, Politiques and Yconomique, texts translated into French by Nicole Oresme;
- 1490 : Les apologues et fables de Laurens Valle, tra[n]slatees de latin en francois. [Paris, Antoine Vérard, ca. 1490]. [36] leaves. woodcuts: illus. 28.5 cm. (fol.)  From the Rare Book and Special Collections Division at the Library of Congress;
- 1491 : Mystère de la vengeance The first printed edition was published by Antoine Vérard (Bibliothèque Nationale, Paris, Réserve Yf 72. in 1491; it consisted of 22000 verses, divided into three days. It was called an "édition revue et augmentée" of the Mystère de Mercadé;
- 1493 : Les Grandes Chroniques de France, on vellum for subsequent illumination
- 1493 : Lart de bien viure et de bien mourir, etcetera. Paris [Antoine Vérard] for André Bocard, 12 Feb. 1453 [i.e. 1493/94]. From the Rare Book and Special Collections Division at the Library of Congress
- 1496 : La Légende dorée; Jacobus de Voragine
- 1498 : De la généalogie des dieux [98] BN J 845;
- 1498 : Les regnars traversants les périlleuses voyes des folles fiances du monde, tableau en prose et en vers des abus et des fourberies dont les hommes se rendent coupables. Exhortacion où par les premières lettres des lignes, trouverez le nom de lacteur de ce présent livre et le lieu de sa nativité. Iehan Boucher Natif de Poictiers [117], Paris, Antoine Vérard, Masson in 4° 626, Catalogue BM;
- 1485  : Catholicon abbreviatum, the first French-Latin dictionary; Ce present vocabulaire fut acheve le .iiii. jour de fevrier Mil quatrecens quatrevingtz et cinq pour anthoine verard libraire demourant a l'ymaige saint jehan l'evangeliste. sur le pont nostre dame. ou au palais devant la chapelle ou l'en chante la messe de messeigneurs les presidens.[8]
- 1492 : Lamentations de Matheolus (republication of a very popular misogynist work, notably cited in Le Livre des trois vertus by Christine de Pisan;
- 1498 : (?) Bible historiale complétée ( text by Pierre Comestor and Guiart );
- 1500 :  Les regnars... Exhortacion où par les premières lettres des lignes, trouverez le nom de lacteur de ce present livre et le lieu de sa nativité, par « Iehan Boucher Natif de Poictiers », BN Rés Yh 7, BM;
- 1502 Le Jardin de plaisance et fleur de rhétorique;